# Anne Roe
Anne Roe (auch Anne Roe Simpson, * 1904 in Denver; † 29. Mai 1991 in Tucson) war eine US-amerikanische klinische Psychologin und Forscherin, die sich schwerpunktmäßig mit elterlichen Erziehungsstilen, Kreativität und Arbeitspsychologie beschäftigte. Sie lehrte und forschte an der Harvard Graduate School of Education der Harvard University und nach ihrer Emeritierung an der University of Arizona.

## Leben
Sie wurde zweites von vier Kindern von Charles Edwin Roe und Edna Blake in Denver geboren. In den 1920er Jahren ging das Transportunternehmen ihres Vaters in Konkurs, und ihre Mutter war gezwungen, die Familie von ihrem Lehrergehalt und den Geldern, die sie als nationale Sekretärin der Parent Teacher Association verdiente, zu unterstützen. In dieser Zeit übernahm Roe die Verantwortung für den Haushalt und die Betreuung ihrer Geschwister. Sie erwarb 1923 mit 19 Jahren ihren Bachelor-, dabei untersuchte sie Methoden zur Bewertung der Unterschiede zwischen Studenten an der zahnmedizinischen Fakultät, zwischen denen, die später „gute“ Zahnärzte wurden, und denen, die es nicht wurden. 1925 machte sie ihren Master-Abschluss an der University of Denver. Ihre Masterarbeit bei dem Bildungspsychologen Thomas Garth war eine kritische Analyse der Intelligenztestergebnisse an amerikanischen Ureinwohnern. Mit Garths Unterstützung erhielt sie eine Stelle an der Columbia University bei Edward L. Thorndike. Während dieser Zeit arbeitete sie in Teilzeit, um ihre Ausgaben zu decken. Sie erhielt eine Stelle am Pelman Institute und in einer psychiatrischen Kinderklinik. Außerdem wurde sie Forschungsassistentin der Kinderpsychologin Mary Whitley am Columbia Teacher's College. 1933 promovierte (Ph.D.) sie an der Columbia University. In ihrer Dissertation untersuchte sie musikalische Fähigkeiten und die spezifischen Fehler, die Musiker beim Lesen von Noten machen. Sie entwickelte dabei einen Test, um die Art der Fehler zu messen, die Menschen beim Notenlesen machen, und untersuchte, ob dies mit ihren allgemeinen musikalischen Fähigkeiten zusammenhängt. 1933 begann sie am Worcester State Hospital als Assistenzprofessorin zu arbeiten und war für die Ausbildung von Praktikanten zuständig. Danach arbeitete sie als wissenschaftliche Mitarbeiterin und Professorin an der Graduate School of Education der Harvard University, bevor sie hier das Center for Research on Careers gründete und leitete. 1963 wurde sie ordentliche Professorin und war damit die neunte Frau in der Geschichte der Harvard University, die eine feste Stelle an der Fakultät für Erziehungswissenschaften bekam, und die erste Frau, die eine feste Stelle an der Harvard Faculty of Education erhielt. 1967 setzten sich die Roes in Tucson zur Ruhe, wo sie bis 1984 einen Lehrauftrag an der University of Arizona wahrnahm.

## Werk
Zu ihren Forschungsgebieten gehörten die Psychologie von Menschen mit überdurchschnittlichem Intellekt, Alkoholismus und seine Auswirkungen auf kreative Künstler sowie die Kreativität von Wissenschaftlern. In den 1940er Jahren arbeitete Anne Roe mit Unterstützung des United States Public Health Service an dem Buch The Making of a Scientist. Darin versuchte sie, die psychologischen Eigenschaften (intellektuelle Begabung, emotionale Verfassung und Interessen) zu beschreiben, die Naturwissenschaftler auszeichnen, wobei sie deren Identität geheim hielt. Sie sammelte über ein Jahrzehnt Material über 64 prominente Wissenschaftler, darunter Abschriften von strukturierten Interviews, Intelligenz-, Rorschach- und Thematische Apperzeptionstests, persönliche Daten und weitere biografische Nachforschungen.
In dem Buch The Psychology of Occupations entwickelte sie ein berufliches Klassifizierungssystem, das über die Kategorien des Dictionary of Occupational Titles hinausgeht und das sich auf Interessen und zwischenmenschliche Beziehungen konzentrierte und sich direkt auf die Persönlichkeitstheorie von Abraham Maslow stützte. Sie berücksichtigte dabei Forschungsarbeiten, die sich der Faktorenanalyse bedienten, und entwickelte acht Berufsgruppen mit den Bezeichnungen Dienstleistung, Geschäftskontakt, Organisation, Technik, Outdoor, Wissenschaft, allgemeine Kultur sowie Kunst und Unterhaltung (bezeichnet als Gruppen I-VIII). Sie postulierte, dass die ersten drei und die letzten beiden Gruppen Berufe sind, die sich an Menschen orientieren, während die Gruppen IV, V und VI sich eher von Menschen weg orientieren.
Sie entwickelte auch Ideen über die Zusammenhänge zwischen der Berufswahl und deren elterlich-familiären Determinanten. Sie glaubte, dass das Ausmaß, in dem die Eltern ihre Emotionen auf das Kind konzentrieren (überfürsorglich oder überfordernd), es akzeptieren (entweder auf liebevolle oder beiläufige Weise) oder es meiden (durch emotionale Ablehnung oder Vernachlässigung), die Art und Weise bestimmt, in der die späteren Bedürfnisse und Interessen des Kindes kanalisiert werden, sich auf deren Kommunikations- und Organisationsfähigkeit auswirkt. Über mehrere Jahre hinweg entwickelte sie und ihre Mitarbeiter einen Fragebogen zu den persönlichen Beziehungen zwischen Eltern und Kind, um die elterlichen Einstellungen zu erfassen, was zu Bewertungen auf drei Skalen (zwei bipolare und eine unipolare) führte: liebevoll-abweisend, beiläufig-fordernd und offenkundige Aufmerksamkeit.

## Ehrungen/Positionen
- 1965: Mitglied der American Academy of Arts and Sciences[2]
- 1967: Lifetime Career Award from the National Vocational Guidance Association
- 1984: Leona Tyler award der Clinical Psychology Division der American Psychological Association (APA)
- 1977: Medal for Distinguished Service des Teachers College der Columbia University
- 1973: Ehrendoktorwürde des Kenyon College
- 1968: Richardson Creativity Award der APA für ihre Arbeit über Wissenschaftlern und Künstlern
- 1967: Lifetime Career Award der National Vocational Guidance Association
- 1965: Ehrendoktorwürde des Lesley College
- 1957: Präsidentin der Clinical Division der American Psychological Association
- 1953 und 1959: Präsidentin des American Board of Professional Psychology (ABPP)
- Begründerin and Präsidentin der New England Psychological Association

## Privates
1938 heiratete sie ihren Jugendfreund, den Paläontologen George Gaylord Simpson, und wurde Stiefmutter von dessen vier Töchtern. Ihre Forschungsarbeit wurde regelmäßig durch Brucellose und Herzkrankheiten, durch die Erziehung von vier Stieftöchtern und durch den anspruchsvollen akademischen Zeitplan ihres Mannes unterbrochen.

## Publikationen (Auswahl)
Monografien
- Perspectives on vocational development. American Personnel and Guidance, Association, Washington, DC 1972.
- Womanpower: How is it different? Columbia University Press. New York 1972.
- Mit George Gaylord Simpson (Hrsg.): Evolution und Verhalten. Suhrkamp, Frankfurt a. M. 1969 (Orig.: Behavior and evolution. Yale University Press, New Haven, CT. 1958).
- The making of a scientist. Dodd, Mead. New York, NY. 1953.
- The psychology of occupations. John Wiley & Sons, New York, NY. 1956.
- Mit Simpson, G. G.: Quantitative zoology; numerical concepts and methods in the study of recent and fossil animals. McGraw-Hill Book Company, New York 1939.

Zeitschriftenartikel
- Mit P. W. Lunneborg: Personality development and career choice. In: D. Brown; L. Brooks: Career choice and development: Applying contemporary theories to practice (2nd ed., S. 68–101). Jossey-Bass, San Francisco 1990.
- A survey of alcohol education in elementary and high schools in the United States. In: Quarterly Journal of Studies on Alcohol, 1970, 3, S. 3–132.
- Mit M. Siegelman: A parent-child relations questionnaire. In: Child Development, 1963, 34, 365–369.
- Early determinants of vocational choice. In: Journal of Counselling Psychology, 1957, 4, S. 257–266.
- A psychological study of eminent psychologists and anthropologists, and a comparison with biological and physical scientists. In: Psychological Monographs, 1953, 67 (2), S. 212–224.